# Lipina (rejon złoczowski)
Lipina (ukr. Липина, Łypyna) – wieś na Ukrainie, w obwodzie lwowskim, w rejonie złoczowskim, w hromadzie Brody.
W latach 1959-2020 miejscowość należała do rejonu brodzkiego. 